# Silnice II/414
Silnice II/414 je česká silnice II. třídy vedoucí Dyjskosvrateckým úvalem mezi Lechovicemi a Mikulovem. Je dlouhá 31 km, přičemž její zvláštností je, že je přerušena na dvě nesouvisející části (7 a 24 km). Do roku 1997 vedla až do Břeclavi, pak byl tento úsek povýšen na silnici I. třídy I/40.

## Vedení silnice
- Lechovice (I/53)
- Borotice
- Božice (II/397)

přerušení
- Pravice
- Hrušovany nad Jevišovkou (II/415)
- Drnholec
- Novosedly
- Dobré Pole
- Březí
- Mikulov (I/40, I/52, E461, II/421)